# Ezequiel Zamora (Barinas)
Pour les articles homonymes, voir Zamora (homonymie).
Ezequiel Zamora est l'une des douze municipalités de l'État de Barinas au Venezuela. Son chef-lieu est Santa Bárbara. En 2011, la population s'élève à 53 580 habitants. La municipalité se compose de quatre paroisses civiles.

## Étymologie
La municipalité est nommée en l'honneur de l'homme politique vénézuélien Ezequiel Zamora (1817-1860).

## Géographie

### Subdivisions
La municipalité est divisée en quatre paroisses civiles avec, chacune à sa tête, une capitale (entre parenthèses) : 
- José Ignacio del Pumar (Pedraza La Vieja) ;
- Pedro Briceño Méndez (Capitanejo) ;
- Ramón Ignacio Méndez (Punta de Piedra) ;
- Santa Bárbara (Santa Bárbara).